# Dédestapolcsány
Dédestapolcsány ist eine ungarische Gemeinde im Komitat Borsod-Abaúj-Zemplén.

## Geografische Lage
Dédestapolcsány liegt im Nordosten Ungarns am Übergang von der Tiefebene zum nördlichen Hügelland. Die Großstadt Miskolc liegt 30 km südöstlich.
Nachbargemeinden sind Bánhorváti 7 km, Mályinka 4 km und Nekézseny 7 km. Die nächsten Städte sind Ózd und Kazincbarcika ca. 20 km von Dédestapolcsány entfernt.

## Weblinks

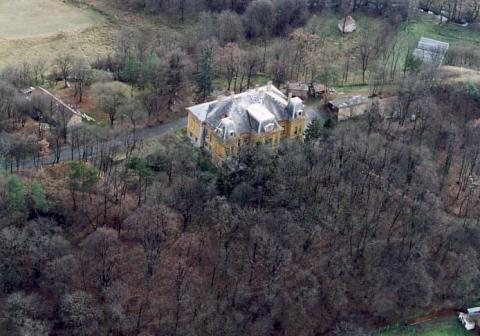
Luftaufnahme: Dédestapolcsány